# CROSS SATURDAY MORNING
CROSS SATURAY MORNING（クロス・サタデー・モーニング）は、CROSS FMで放送されていたラジオ番組。放送期間は2003年4月5日-2008年10月27日。放送時間は毎週土曜日7:00-12:00。ナビゲーターは立山律子。北九州本社スタジオ（第2スタジオ）からの生放送。

## 概要
- 2003年3月31日に行われたCROSS FM開局10周年となる節目の年の番組改編によりスタート。
- ナビゲーターの立山律子は主に平日昼間の番組を担当していたが、2001年4月からは週末朝のプログラム「X FUTURE RADIO ON SATURDAY」「X FUTURE RADIO ON SUNDAY」を担当することになった。この2つの番組はリスナーからも好評で、同局の番組審議会からも高い評価を受けていた。翌年春の番組改編で「X FUTURE RADIO ON SATURDAY」は佐藤忠典、「X FUTURE RADIO ON SUNDAY」は八木徹がそれぞれバトンタッチを受け、それぞれ内容も一新。立山律子は月曜日〜木曜日の10:00〜13:00に新設された「CROSS RADIO 10」に移り、以前同様平日の顔へ戻った。しかし、この10周年の番組改編で「X FUTURE RADIO ON SATURDAY」「CROSS RADIO 10」が終了、新たにこの番組がスタートすることになり、再び立山律子が土曜日の朝の顔となった。なお、「X FUTURE RADIO ON SUNDAY」はそのまま八木徹が担当する「CROSS SUNDAY MORNING」にタイトルが改められた（2004年3月で終了）。
- 番組の内容は前述の「X FUTURE RADIO ON SATURDAY」「X FUTURE RADIO ON SUNDAY」「CROSS RADIO 10」の流れを汲んでおり、各番組でオンエアされていたコーナーも一部リニューアルする形で引き継がれた。またこれら3つの番組と同様に、この番組ワンマンDJスタイルで放送されている。
- 開始以来内容について大きな流れは変わらず、2006年8月5日のオンエアからは番組内のBGMも一部改められたり、コーナーの新設や廃止されたりなどの小規模なリニューアルが繰り返されていたが、放送5年目となった2007年4月より大幅リニューアル。全てのBGM、コーナー（一部を除く）が改められた。但し、番組のジングルは番組開始以来そのままである。
- 通称名は「サタモニ」。但しテレビ番組でも「サタモニ!」という番組があったため、混同してしまうリスナーもいたようだ。
- 後継番組「weekend buzz」に多くが引き継がれた。

## ナビゲーター
- 立山律子

この番組と同時に「CROSS AFTERNOON SHOW RADIO GOO」（終了）「CROSS MORNING SHOW AIR MAGAZINE」/「AIR MAGAZINE」（終了）「CROSS POWER CAST」も担当。CROSS FMでは内堀富美に次いでナビゲーター歴が長く、既に10年選手となっているが、彼女が担当した生放送番組の中ではこの番組が最長寿となっている。それまでは1997年4月から2000年3月まで担当した「DAYLIGHT DRIVIN'」の3年間が最長だった。

## 放送体制
- 前述のとおり、この番組はナビゲーターが番組構成、その内容から選曲、機械操作、喋りまでもを一手にこなすワンマンDJスタイルで放送されている。番組中はナビゲーターがミキサーの前に座って、機械操作をしながら喋り、番組を進行する。ADは選曲されたCDの準備やリスナーからFAXまたはEメールで寄せられるメッセージの仕分けなどを行う。また番組内でオンエアされるHEADLINE NEWS、DRIVE&WEATHER INFORMATIONの際はアナウンサーがDJルームに入ってそれらの原稿を読むが、読み始めるタイミングはナビゲーターが指示を出す。
- ワンマンDJスタイルでの放送のため、放送中のスタッフはナビゲーターの立山律子とAD（アシスタント・ディレクター）の2人だけ。この番組では「CROSS RADIO 10」の後半半年間のADを務めた鶴田弥生が番組開始からADを務めていたが、2006年11月4日のオンエアからは亀田しまに変わった。（亀田しまは2007年9月29日で降板）鶴田弥生はこれ以降、立山律子休演時のピンチヒッターを務めることが多くなった。
- また立山律子休演時に2回、同局で「TENJIN APRES-MIDI」を担当していた植原史子がピンチヒッターを務めたことがあったが、この時は鶴田弥生が機械操作を担当し、ADも代役を立てて3人体制で放送した。

## 主なコーナー
- ハート・オブ・ジャパン (8:00-8:06)

昨今使われなくなってきた「美しい日本語」を毎週1つずつ取り上げ、その意味や使い方を紹介する。
- レジェンド・ピックアップ (9:00-9:06)

毎週1組のアーティストを取り上げ、そのプロフィールや楽曲を紹介する。
- バーサス・スリー (9:30-9:45)

毎週ある1つのテーマに基づいてあらかじめ3組のアーティストによる楽曲を選び7:15前後にその3曲を発表、その3曲の中でリスナーからどの曲を一番聴きたいか投票してもらうコーナー。
- 野球チームを作ろう (10:00-10:05、11:00-11:05)

後述のBRAIN TWISTERの改訂版。まず無作為に当選枠9枠(例えば101番目から109番目という並び9人枠)を発表。次にナビゲーターが問題を出し、その答えをリスナーからEメールで募集する。そして正解者の中からその当選枠である着順に正解が届いたリスナー9人の名前を11:00過ぎに発表する。この内、4番目のリスナー（例でいえば104番目に正解のメールが届いたリスナー）には無条件でプレゼントを贈る。他の8人については番組終了までにEメールなどで「名前が呼ばれた」というメッセージを送れば、そのリスナーにもプレゼントを贈る。またその着順にメールが届いていなくても、その着順が100位以内のリスナーには、ADから「あなたは○位でした」という返信メールが届く。なお問題は3択問題が多いが、たまになぞなぞや普通のクイズのときもある。
- ハートフル北九州（10:30-10:45）

2007年7月7日スタート。北九州市長である北橋健治とあらゆるテーマについて語るコーナー。各週の放送後、同局のホームページよりポッドキャストとして配信される。後述の「市長とティータイム」とほぼ同内容。ちなみにコーナータイトルは北橋市長が2007年の市長選挙公約時から掲げているスローガンである。
- ミュージック・チェーン (10:55-11:00)

曲名でしりとりをするコーナー。毎週放送された曲の題名からしりとりでつながる題名の曲のリクエストを募る。但し、曲名が「ん」「ン」「-」で終わる場合は、その1つ前の文字からつながる題名の曲を募集する。ちなみに初回の曲はThe Alan Parsons Projectの「Eye In The Sky」。
- どこか遠くで (11:10-11:25)

立山律子が日本各地を小旅行し、その地の名産や歴史などを紹介する。スポンサーは第一交通産業。

### 終了したコーナー
- SHOWBIZ OVERSEAS （7:50頃）

毎週毎週届く、海外の芸能ニュースから5,6本程度をピックアップして放送、またそのニュースに登場したアーティストの楽曲も紹介した。
- 5 FOR 1 （9:30頃）

番組中の人気コーナーの1つであった。毎週ある1つのテーマをナビゲーターが選択、毎週番組の最初のほうで発表され、そのテーマに沿った情報を紹介するとともに、リスナーからそのテーマに沿ったリクエストを募集し、その中から選曲された3〜4曲を放送した。
- BRAIN TWISTER （10:00）

番組中、最も人気あったコーナー。ナビゲーターが問題を出し、その答えをリスナーからEメールで募集、そして正解者の中から、出題時にあらかじめ発表された着順にメールが届いたリスナーにプレゼントが贈られた。一般的に多い抽選ではなく、その着順でプレゼントが当たるところが目新しかった。またその着順にメールが届いていなくても、その着順が100位以内のリスナーには、ADから「あなたは○位でした」という返信メールが届くのも人気の秘密であった。プレゼントはアーティストグッズが多いが、たまに商品券や映画の招待券、各地の名産物などのときもあった。また問題は3択問題が多いが、たまになぞなぞや普通のクイズのときもあった。2005年10月〜2006年7月の間は毎週8:00と10:00の2回行われていた。
- 市長とティータイム (11:15〜11:30)

2003年7月〜2005年3月放送。立山律子と当時北九州市長であった末吉興一とのお喋りを放送した。途中で挿入される曲は末吉が紹介した。一時4社ものスポンサーがついていたこともあった。また放送されたものが同局のホームページで再度聴くことが出来た。（現在そのページは削除されている）